# Patson Daka
Patson Daka (* 9. října 1998 Kafue) je zambijský profesionální fotbalista, který hraje na pozici útočníka za anglický klub Leicester City FC a za zambijský národní tým.

## Klubová kariéra

### Liefering
Daka žil až do svých 18 let v Zambii, kde hrál v nejvyšší zambijské soutěži v klubech Power Dynamos a Kafue Celtic, odkud odešel v roce 2017 na půlroční hostování do rakouského klubu FC Liefering.

### Red Bull Salzburg
Daka, poté co na sebe upozornil v druhé nejvyšší rakouské soutěži v dresu Lieferingu, přestoupil v létě 2017 do Red Bullu Salzburg. Pomohl klubu vyhrát Juniorskou ligu UEFA. V semifinále proti Barceloně přišel na hřiště po hodině hry a v 84. minutě vstřelil branku na konečných 2:1 pro rakouský celek. Ve finálovém utkání proti Benfice nastoupil opět až do druhého poločasu a v 70. minutě srovnal stav utkání na 1:1. O pět minut později dokončil obrat jeho spoluhráč Alexander Schmidt, a Salzburg tak mohl slavit zisk trofeje. V rakouské Bundeslize debutoval 27. srpna 2017, když nastoupil na posledních 11 minut utkání proti SK Sturm Graz. 27. listopadu Daka skóroval proti belgickému Genku v Lize mistrů a stal se prvním zambijským hráčem, který skóroval v této soutěži.
Dne 18. prosince 2019 Daka prodloužil smlouvu se Salcburkem do léta 2024.
Dne 30. září 2020 dal dvě branky při výhře 3:1 nad Maccabi Tel Aviv ve čtvrtém předkole Ligy mistrů 2020/21. 21. května 2021 byl Daka zvolen nejlepším hráčem rakouské Bundesligy poté, co vstřelil 27 gólů v 28 zápasech, čímž výrazně pomohl klubu vyhrál svůj čtvrtý ligový titul za sebou.

### Leicester City
Dne 30. června 2021 Daka přestoupil za částku okolo 30 miliónů euro do anglického prvoligového klubu Leicesteru City, kde podepsal pětiletou smlouvu. Daka debutoval v klubu 7. srpna 2021, při výhře 1:0 nad úřadujícím mistrem Premier League Manchesterem City v Community Shield 2021.

## Reprezentační kariéra
Daka debutoval v zambijské reprezentaci 10. května 2015, ve věku 16 let, v přátelském zápase proti Malawi. Svůj první reprezentační gól vstřelil 5. září 2017 v zápase kvalifikace na mistrovství světa proti Alžírsku, jednalo se o jedinou branku utkání.
Daka byl zvolen nejlepším mladým africkým hráčem roku 2017.
V březnu 2021 nastoupil do dvou zápasů kvalifikace na Africký pohár národů 2021 proti Alžírsku a Zimbabwe a v obou se dvakrát střelecky prosadil.

## Statistiky

### Klubové
K 7. srpnu 2021
| Klubové           | Sezóny  | Liga                | Liga   | Liga | Národní pohár | Národní pohár | Ligový pohár | Ligový pohár | Evropské poháry | Evropské poháry | Ostatní | Ostatní | Celkem | Celkem |
| Klubové           | Sezóny  | Liga                | Zápasy | Góly | Zápasy        | Góly          | Zápasy       | Góly         | Zápasy          | Góly            | Zápasy  | Góly    | Zápasy | Góly   |
| ----------------- | ------- | ------------------- | ------ | ---- | ------------- | ------------- | ------------ | ------------ | --------------- | --------------- | ------- | ------- | ------ | ------ |
| Liefering (host.) | 2016/17 | Erste Liga          | 9      | 2    | —             | —             | —            | —            | —               | —               | —       | —       | 9      | 2      |
| Liefering (host.) | 2017/18 | Erste Liga          | 18     | 4    | —             | —             | —            | —            | —               | —               | —       | —       | 18     | 4      |
| Liefering (host.) | Celkem  | Celkem              | 27     | 6    | 0             | 0             | 0            | 0            | 0               | 0               | 0       | 0       | 27     | 6      |
| Red Bull Salzburg | 2017/18 | Rakouská Bundesliga | 8      | 0    | 2             | 1             | —            | —            | 2               | 0               | —       | —       | 12     | 1      |
| Red Bull Salzburg | 2018/19 | Rakouská Bundesliga | 15     | 3    | 3             | 1             | —            | —            | 8               | 2               | —       | —       | 26     | 6      |
| Red Bull Salzburg | 2019/20 | Rakouská Bundesliga | 31     | 24   | 6             | 2             | —            | —            | 8               | 1               | —       | —       | 45     | 27     |
| Red Bull Salzburg | 2020/21 | Rakouská Bundesliga | 28     | 27   | 6             | 5             | —            | —            | 8               | 2               | —       | —       | 42     | 34     |
| Red Bull Salzburg | Celkem  | Celkem              | 82     | 54   | 17            | 9             | 0            | 0            | 26              | 5               | 0       | 0       | 125    | 68     |
| Leicester City    | 2021/22 | Premier League      | 0      | 0    | 0             | 0             | 0            | 0            | 0               | 0               | 1       | 0       | 1      | 0      |
| Celkem            | Celkem  | Celkem              | 109    | 60   | 17            | 9             | 0            | 0            | 26              | 5               | 1       | 0       | 153    | 74     |

### Reprezentační
K 29. březnu 2021
| Zambie | Zambie | Zambie |
| Rok    | Zápasy | Góly   |
| ------ | ------ | ------ |
| 2015   | 5      | 0      |
| 2016   | 7      | 0      |
| 2017   | 3      | 2      |
| 2018   | 4      | 0      |
| 2019   | 4      | 1      |
| 2020   | 0      | 0      |
| 2021   | 2      | 4      |
| Celkem | 25     | 7      |

#### Reprezentační góly
K 29. březnu 2021. Skóre a výsledky Zambie jsou vždy zapisovány jako první.
| Gól | Datum              | Místo                                           | Soupeř   | Skóre | Výsledek | Soutěž                                   |
| --- | ------------------ | ----------------------------------------------- | -------- | ----- | -------- | ---------------------------------------- |
| 1.  | 5. září 2017       | Mohamed Hamlaoui Stadium, Constantine, Alžírsko | Alžírsko | 1:0   | 1:0      | Kvalifikace na Mistrovství světa 2018    |
| 2.  | 11. listopadu 2017 | Levy Mwanawasa Stadium, Ndola, Zambie           | Kamerun  | 1:0   | 2:2      | Kvalifikace na Mistrovství světa 2018    |
| 3.  | 19. listopadu 2019 | National Heroes Stadium, Lusaka, Zambie         | Zimbabwe | 1:1   | 1:2      | Kvalifikace na Africký pohár národů 2021 |
| 4.  | 25. března 2021    | National Heroes Stadium, Lusaka, Zambie         | Alžírsko | 1:2   | 3:3      | Kvalifikace na Africký pohár národů 2021 |
| 5.  | 25. března 2021    | National Heroes Stadium, Lusaka, Zambie         | Alžírsko | 3:3   | 3:3      | Kvalifikace na Africký pohár národů 2021 |
| 6.  | 29. března 2021    | National Sports Stadium, Harare, Zimbabwe       | Zimbabwe | 1:0   | 2:0      | Kvalifikace na Africký pohár národů 2021 |
| 7.  | 29. března 2021    | National Sports Stadium, Harare, Zimbabwe       | Zimbabwe | 2:0   | 2:0      | Kvalifikace na Africký pohár národů 2021 |

## Ocenění

### Klubové

#### Red Bull Salzburg (mládež)
- Juniorská liga UEFA: 2016/17[13]

#### Red Bull Salzburg
- Rakouská Bundesliga[14]: 2017/18, 2018/19, 2019/20, 2020/21
- ÖFB-Cup[14]: 2018/19, 2019/20, 2020/21

#### Leicester City
- Community Shield: 2021[15]

### Reprezentační

#### Zambie U20
- Mistrovství Afriky do 20 let: 2017[14]

### Individuální
- Nejlepší hráč Mistrovství Afriky do 20 let: 2017[16]
- Nejlepší jedenáctka Mistrovství Afriky do 20 let: 2017[16]
- Nejlepší mladý africký hráč roku: 2017[17]
- Nejlepší mladý hráč Zambijské Super League roku: 2014,[18] 2016[18][19]
- Zambijský sportovec roku: 2017[20]
- Nejlepší hráč sezóny Rakouské Bundesligy: 2020/21[21]
- Nejlepší střelec sezóny Rakouské Bundesligy: 2020/21[7]